# Meco
Meco es un municipio de España perteneciente a la Comunidad de Madrid. En 2017 contaba con 13 570 habitantes empadronados.

## Geografía
Meco tiene un clima clima mediterráneo continental de inviernos fríos y secos, veranos cálidos y secos, y lluvias en primavera y otoño.
El núcleo urbano está situado a una altitud de 669 m s. n. m. El punto más bajo del término municipal está a unos 610 m s. n. m. y el más alto a 754 m. Meco se extiende sobre el borde de una de las terrazas del río Henares, al este de la región de Madrid. Forma parte de la La Campiña del Henares, territorio de amplios horizontes cerealistas y suaves ondulaciones orográficas, y de la subcomarca llamada Alcarria de Alcalá, de tortuosos y agrestes relieves cuyo telón de cerros y cantiles pueden contemplarse desde el pueblo. 
Limita con los municipios de Camarma de Esteruelas, al oeste (W);  Valdeavero al norte (N); Villanueva de la Torre, al Noreste (NE); Azuqueca de Henares, al Este (E); Alcalá de Henares, al Sur (S); y Los Santos de la Humosa, al Sureste (SE).
El territorio municipal es recorrido por la Cañada Real Galiana o Riojana. Las principales vías fluviales son el último tramo del Canal del Henares y los arroyos de Las Monjas y el Valdegatos. En los parajes conocidos como El Listón y El Aristón se forman, en épocas de lluvias, lagunas naturales o humedales que son buenos sitios para la observación de aves, tanto de la zona como migratorias y objeto de interés por parte de ornitólogos como naturalistas. Están entre el polígono industrial de la autopistas R-2 y el campo de golf de El Encín. Se accede a ellos cruzando al tremendo basurero industrial que se ha formado en los bordes del humedal (2012). En el resto del territorio existen grandes estepas cerealísticas de gran valor ornitológico, donde pueden observarse especies como la avutarda común, el sisón (muy raro), la perdiz, el milano real, el águila perdicera, el buitre negro,  la cigüeña, la garcilla bueyera, la gallineta de agua, la lavandera, los cernícalos común y primilla, patos, avefrías, garzas, abubilla, el corzo, etc. También abundan especies cinegéticas como el conejo, la perdiz y la liebre. Hay ganadería ovejuna y caprina (de larga tradición) y está en auge la ganadería caballar. Se conservan olivares, algunos todavía productivos. En las proximidades del pueblo hay un pequeño bosque de pinares y frondosas por donde discurre un arroyo (seco la mayor parte del año).

## Historia

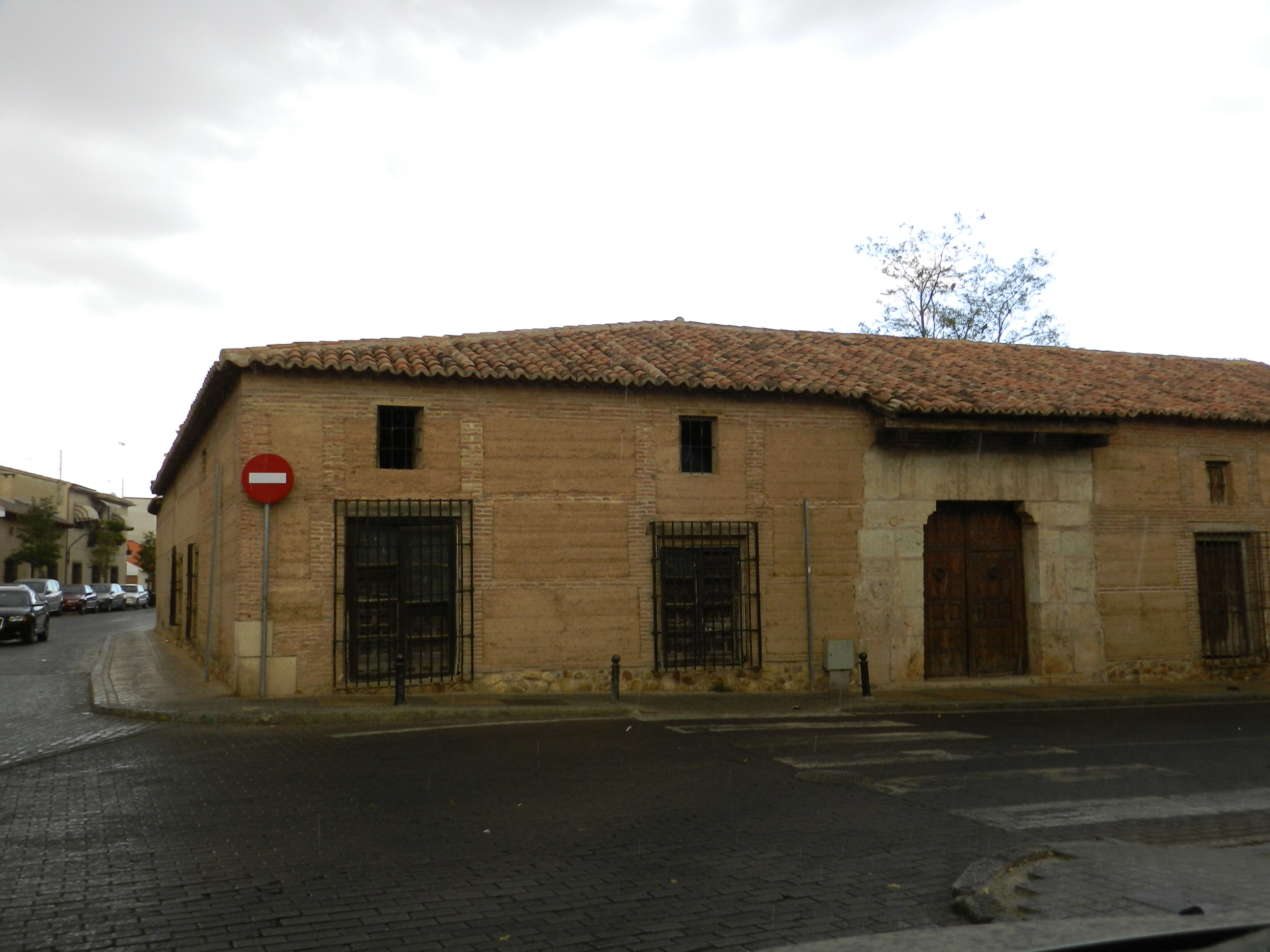
Casona del.

### Historia Antigua y Medieval
Se han encontrado en Meco restos arqueológicos de asentamientos humanos de la Edad de hierro y de una necrópolis romana. Meco tal vez fuese inicialmente un poblado celtíbero, Miccon. 
Hacia el año 182 a. C. se inicia la romanización de la Carpetania. El general romano Graco somete a las tribus carpetanas que habitaban estas tierras. Los romanos fundan poblados fortificados, más bien aldeas que ciudades (según cuenta el geógrafo Estrabon), al modo de recintos fortificados, de casas rectangulares con un hogar central y un zócalo de piedra, con techo de ramaje y barro. Sus necrópolis se ubican a las afueras, y en ellas predominan las urnas de barro que contenían las cenizas de la cremación. Meco sería una de tantas poblaciones latinas de la zona como Complutum (Alcalá de Henares), Ilarcuris (entre Loeches y Arganda), Egelesta  (cerca de Alcorcón), Ilurbida (Cadalso de los Vidrios), Titulcia (localización incierta en la desembocadura del Jarama), Thermida (Tiermes), Caracca (Carabaña), Alternia (Arganda), etc. La villa romana de Miacum era lugar indicativo de la abundancia de pastos para el ganado ovino, formado por casas de campo en las que los dueños o encargados vivían temporalmente como segunda residencia. En el “Itinerario de Antonino” se cita diciendo que está cerca de Complutum, XII estación entre Titulcia y Arriaca (Guadalajara), dentro del país de los carpétanos, cerca del río Tagonius (Tajuña), pero hoy se cree que coincide con el yacimiento encontrado en Collado-Mediano. Otro testimonio romano es una piedra miliario que se utilizó como pilar de asiento para atravesar el río Henares, dirección a los Santos de la Humosa, con inscripción latina que se traduce como sigue: “El emperador Nerva, César Augusto Trajano, vencedor de Germanía, Pontífice Máximo por cuarta vez, Tribuno del Pueblo, Cónsul por segunda, mandó reparar Complutum”.
Sin embargo para otros, Meco es el Maksusk árabe, fundado por las gentes de Tareq como una almudena o alhóndiga, almacén de trigo para abastecer a las milicias árabes que perseguían a los hispanorromanos y visigodos huidos de Toledo en dirección a Complutum. En el año 829, las crónicas de la época, citan a un mozárabe toledano, Hashim al-Darrab, que se salvó de la matanza de la “Jornada del Foso” en tiempos del emir Abderramán II. Esté mozárabe se declaró rebelde contra Córdoba y asoló con su grupo la región de Alcalá y su comarca. Finalmente, perseguido por el ejército del emir, se refugió en Zaragoza, donde murió tras un combate.
Tras la conquista de Toledo por Alfonso VI, rey de Castilla y León, es en 1118 cuando Meco se libra del dominio árabe al ser tomada la población, en nombre del rey, por D. Bernardo de Sedirac, arzobispo de Toledo y pasa a formar parte del común de villa y tierra de Guadalajara. Este arzobispo recibe, en donación (1129) del rey Alfonso VII, El Emperador, y su esposa D.ª Berengüela, la villa de Alcalá y sus villas aldeas etc. (entre ellas, Meco), que les pertenecían por derecho.
La llegada de los almohades, que derrotan a Alfonso VIII en Alarcos (1195), pone en jaque estas tierras. El monarca castellano reclama la ayuda de las milicias de la Extremadura castellana, y Segovia obtiene nuevas mercedes. En fecha 25 de marzo de 1190, Alfonso VIII, para facilitar la repoblación de los nuevos territorios conquistados, entrega a Segovia un total de 19 aldeas, situadas entre los ríos Tajuña y Henares correspondientes al alfoz de Alcalá de Henares, pero excluye a Meco que está cerca de la Comunidad de Villa y Tierra de Segovia y Atienza, no lejos de las de Sepúlveda y Ayllón, que mantiene en las tierras del Arzobispado de Toledo, bien dependiendo de Alcalá como Señorío toledano o bien, más tarde, dependiendo de Guadalajara, Señorío de los Mendoza. Finalmente, tras la grandiosa batalla de las Navas de Tolosa, en 1212, el peligro almohade es alejado de la cuenca del Tajo y Alfonso VIII restituye esas aldeas al Arzobispado de Toledo.
En enero de 1430, el rey Juan II de Castilla, entrega a don Íñigo López de Mendoza, I Marqués de Santillana, poderoso noble e insigne poeta, el señorío de Meco, en recompensa a su fidelidad. Años más tarde, en 1443, su hijo Íñigo López de Mendoza y Figueroa, I Conde de Tendilla, lo recibiría de manos de su padre en reconocimiento a su "bizarría" en la lucha contra los árabes en la conquista de Huelma (Jaén). El hijo de éste, Íñigo López de Mendoza y Quiñones, añadió a estos títulos el de marqués de Mondéjar, tras adquirir por compra esta villa a los Reyes Católicos.

### Historia Moderna y Contemporánea
Hasta 1579 no se tienen datos documentales sobre Meco; de esta fecha data la "Relación de la Villa de Meco" hecha por el escribano Juan Dorado, por encargo de Felipe II. En dicha relación se habla del inicio de la construcción de una nueva iglesia alrededor de 1540.
El 7 de febrero de 1701 pasa por Meco, el nuevo rey de la familia Borbón, Felipe V, de camino a Madrid, y para en Alcalá de Henares. Al día siguiente llega a la capital y jura las leyes, fueros, usos y costumbres del Reino. Es el inicio de la Guerra de Sucesión Española (1701-1713) que enfrentó a las casas de Austria y Borbón por la herencia española de Carlos II Habsburgo, el Hechizado.
En 1801, Alcalá de Henares se separa de la intendencia de Toledo y se convierte en cabeza del partido administrativo, quedando Meco separado también de Guadalajara y pasando a formar parte del partido de Alcalá de Henares. Tras la invasión francesa (1808-1813), fue lugar de correrías del famoso guerrillero Juan Martín Díaz, “El Empecinado”, quien dirigía el “Batallón de Tiradores de Sigüenza”, azote de los invasores franceses por sus acciones bélicas imprevistas en Guadalajara, Cuenca y en la campiña alcalaina. Las Cortes de Cádiz suprimieron los Señoríos jurisdiccionales mediante el Decreto del 6 de agosto de 1811, de modo que Meco se incorpora plenamente a la jurisdicción de Alcalá. Pero una vez derrotados los franceses y expulsados de España, y restaurada la casa de Borbón en España (Fernando VII), los avatares políticos (vuelta al absolutismo) frenan las reivindicación de los ayuntamientos de recuperar la plena jurisdicción sobre el territorio del municipio. En el año 1833, Javier de Burgos, ministro de Fomento, realiza la división administrativa del reino de España, e inscribe a Meco dentro de la provincia de Madrid. Pero solo en 1834 el nuevo régimen liberal termina con los señoríos y Meco se incorpora definitivamente a la jurisdicción de Alcalá.
En el Diccionario de Madoz (1846-1850), Tomo XI, página 329, se describe a Meco como sigue: 

vecindad con ayuntamiento en la provincia, audiencia territorial, y ciudad g. de Madrid (6 l(!g.), partido judicial de Alcalá de llenares (l), diócesis de Toledo v 13): Situación en una colina que forman 2 pequeños valles; desde cuyo punto se descubre casi toda la esteusion y llanura que llaman campiña de Alcalá: la combaten todos los vientos , con más frecuencia los del Norte; su Clima es bastante benigno en todas las estaciones y las enfermedades más comunes tercianas: tiene 830 Casas de tierra y de mala construcción en lo general, si bien proporcionan en su interior bastantes comodidades; sus calles están empedradas y son bastante anchas; hay una plaza y 2 plazuelas, una buena casa de ayuntamiento, cárcel, escuela de instrucción primaria para niños ala que concurren de 70 á 80, que se hallan á cargo de un maestro dolado con 1,100 reales pagados de los fondos de propios; otra de niñas á la que asisten de 12 á 16, cuya maestra no tiene dotación fij.i; 2 fuentes de abundantes aguas de las que se utilizan los vecinos para sus usos, y una iglesia parroquial (La Asunción,) servida por un párroco, curato de segundo ascenso y provisión en concurso, y 3capellanías de sangro: el edificio es magnífico, de piedra de sillería y goza de 3 órdenes de arquitectura, jónico , corintio y gótico, consta de 3 naves ; habiédose construido media naranja en el ano de 1715, según una inscripción que se lee en la misma : hay y se venera en este templo un precioso relicario en foi mi de cruz con grande número de reliquias todas con sus auténticas, no se sabe cómo vino á esta iglesia, solo sí que es antiquísimo, pues reencuentran concesiones de indulgencias á dicha reliquia, en el ano de 1558 : los altares y efigies también son de un mérito nada común; en los afueras de la población se encuentran 2 ermitas: una al O., Sto. Cristo del Socorro, y la otra al S., Ntra. Sra. de la Cabeza ; ambas propias del pueblo; el cementerio tiene buena construcción y en nada perjudica á la salud pública, y próximo á la T. hay una bonita alameda de olmos, la que tiene en su centro una abundante fuente, cuyas aguas, que son muy buenas, fertilizan una huerta llamada de las Monjas, nombre que también se da á la referida fuente y alameda : el Térm. confina N. Camarma del Caño; E. Azuqueca de Henares; S, Los Santos de la Humosa , y O. Camarma de Esteruelas; se estiende una leguas deN. áS., igual dist. de E. áO., y comprende un desp. titulado Miralcampo; una venta con igual nombre que la v., sil. á 1/4 de leguas de ella y al Sur de Alcalá de llenares, cerca del r. de este nombre, en el camino que va de esta ciudad para Aragón, Navarra y Cataluña; una pequeña deh. de buenos y abundantes pastos, y de prados naturales. El Terreno Os bueno, torio des-rano , bastante llano y pelado, Caminos : á dist. de t/2 leguas corta, atraviesa la carretera general que de Madrid dirige á Aragón y Cataluña. Correos: se reciben de la cabecera del partido por balijero, los martes, jueves ysábados, y salen los lunes, miércoles y viernes : hay casa de postas, Producción: : trigo , cebada centeno, algún vino; aceite superior y hortalizas; mantiene ganado lanar y vacuno, y cría cazada liebres y perdices, Ind. y Comercio: la agrícola, un molino de aceite ; preparar y moler el trigo mas selecto para remitir harina de flor á Madrid una lonja de telas, esportaciou de los frutos sobrantes, c importación de los artículos de que carece la v. Pobl. : 237 vec, 1,413 almas Cap. Producción: : 8.263,843 reales IMP.: 352,417. CONTRIBUCIONES: según el cálculo general y oficial de la provincia 9'65 por ion.
Diccionario geográfico-estadístico-histórico de España y sus posesiones de Ultramar.

 El mismo diccionario integra la aldea de Bugés, hoy desaparecida, dentro del municipio de Meco, a solo media legua del centro de Meco.
A lo largo del siglo XIX, se suceden otros hechos que afectan también a Meco, como la desamortización (expropiación o nacionalización de las propiedades de la Iglesia), las Guerras Carlistas, la Revolución y Constitución del 1869, el gobierno provisional del general Serrano, el reinado de Amadeo I de Saboya, la I República en 1873, y la II Restauración de la monarquía borbónica, en la persona de Alfonso XII. 
Ya en pleno siglo XX, la Restauración termina cuando es proclamada la II República (1931). Esta solo dura 8 años porque no sobrevive a la Guerra Civil (1936-39), tras el golpe militar del 18 de julio de 1936. Meco cae en el lado republicano y contempla el paso de las Brigadas Internacionales que luchan en los frentes de Madrid y Guadalajara. No es afectada por los combates pero si hay represión y vandalismo inicial destructivo (de ahí los destrozos en la Iglesia del pueblo ocasionados por forasteros y radicales sindicalistas) que fue respondida, finalizada la guerra, por los vencedores con más represión. 
Terminada la guerra transcurre su historia dentro del régimen dictatorial de Franco (1939-1975). En 1977 se incorpora como villa, tras la Ley de la Reforma Política, al nuevo régimen de la monarquía de partidos que empieza a ser conocido como la III Restauración borbónica (desde 1975).

## Demografía
Cuenta con una población de 15 732 habitantes (INE 2024).
| Gráfica de evolución demográfica de Meco entre 1842 y 2021                                                            |
| |
| Población de derecho según los censos de población del INE. Población de hecho según los censos de población del INE. |

Los datos se refieren a la población empadronada, entre la que se cuentan unos 2100 extranjeros (casi 17%). Crecimiento desde 1991: casi un 330 %; Crecimiento desde 2001: casi un 52 %; Crecimiento desde 2005: más del 14 %. En algo menos de veinte años (1990-2010), Meco cuadruplicó su población, que procede en buena parte de Madrid y de Alcalá de Henares, en el Corredor del Henares.

## Urbanismo
La superficie del término municipal es de 35,11 km². En 2009 estaba urbanizado cerca del 15%. El nuevo Plan General de Ordenación Urbana de Meco (PGOU), aprobado en 2009, declaraba protegido cerca del 58% del suelo del término municipal y, por tanto, amplía al 42% el suelo urbanizable, antes el 15%. El Ejecutivo regional preveía la construcción de 6.770 viviendas, el 50% de ellas con algún tipo de protección. El techo máximo de viviendas se establecía en 13.212. El vicepresidente y portavoz de la Comunidad entonces, Ignacio González, explicaba que con la aprobación de este nuevo Plan, la Comunidad pretende dinamizar la economía de la zona y generar empleo tanto en la localidad como en la zona este de la región.
El PGOU cumplía con la Ley de Medidas Urgentes aprobada por el Ejecutivo de la Comunidad de Madrid (PP) en julio de 2007, que establecía en tres alturas más ático el máximo edificable en una vivienda. Esta norma ponía fin al anterior planeamiento vigente, el aprobado en 1987. La tipología de las viviendas del nuevo plan establecía un 71% de vivienda colectiva y un 29% de unifamiliar en suelo urbanizable, y un 90% de colectiva y un 10% unifamiliar en suelo urbano. El plan delimita el futuro crecimiento urbano en tres principales sectores: suelo urbano (4.465.433 m²), suelo industrial (1.930.464 m² ) y suelo residencial (4.444.558 m²). Además, 18.941.831 m² del suelo se declaran como no urbanizables de protección. Las reservas de suelo pretendía mejorar el valor medioambiental de la zona, contribuir a dinamizar la economía del municipio y fomentar la creación de empleo. Para ello, se ampliaba el parque industrial de la zona. Esta ampliación se llevaría a cabo a través de Arpegio, empresa pública adscrita a la Consejería de Medio Ambiente, Vivienda y Ordenación del Territorio, que realizó compras masivas de tierra en la región, y que es propietaria del 80% de este suelo industrial.
Se triplicaba el suelo urbano y se reducía a algo más de la mitad el entorno natural de Meco y la realidad era que ya en los años 2009 y 2011 se observaba una actitud poco ecológica y claramente especulativa. Sorprendentemente, la propuesta del PGOU fue avalada por la Universidad de Alcalá que, en un informe solicitado por el Ayuntamiento, concluía que no había inconveniente en reclasificar terrenos cerealistas como urbanizables. La crisis económica que comenzó en 2006, paralizó los grandes planes inmobiliarios en el pueblo hasta 2015. La burbuja inmobililiaria, muy relacionada con la corrupción urbanística en España, que afectó a toda España, también alcanzó a Meco.

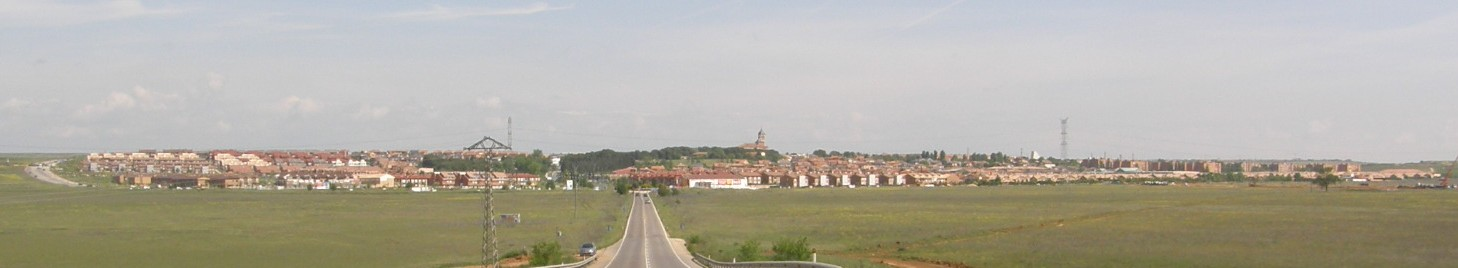
Vista sur panorámica, en mayo de 2011

## Transporte
Meco se encuentra a cerca de 35 km de Madrid capital y 10 del centro de Alcalá de Henares. Dispone de una estación apeadero de Cercanías Madrid perteneciente a la línea C-2, situada a 2 km del casco urbano. Una salida a la Autovía Radial 2 y dos salidas por carreteras distintas a la A2 (M-116 y M-121).
También efectúan parada en el municipio 3 líneas de autobús, dos de ellas con cabecera en el Intercambiador de Avenida de América.Todas las líneas son de ALSA y su recorrido es el siguiente:
| Línea | Recorrido                                                                  |
| ----- | -------------------------------------------------------------------------- |
| 222   | Madrid (Avenida de América) – Meco                                         |
| 250   | Alcalá de Henares – Meco                                                   |
| N202  | Madrid (Avenida de América) – Torrejón de Ardoz - Alcalá de Henares - Meco |

## Economía
Meco es un municipio de larga tradición agrícola de secano. Ha sido durante mucho tiempo exportador de cereales como el trigo, harina y pan hacia Alcalá de Henares, Guadalajara y Madrid. También se explotan la ganadería ovina y caprina (permanece un importante rebaño de toda la vida) y está en auge la ganadería caballar. Hay dos polígonos industriales, uno dentro del pueblo y el otro, más moderno, entre las autopista R-2 y la A-2. 
El paro, en marzo de 2016, afectaba a 1.078 vecinos, lo que suponía el 14,36% de la población activa.

## Símbolos
El escudo heráldico que representa al municipio fue aprobado por el Boletín Oficial del Estado n.º 241 de 8 de octubre de 1982, con el siguiente blasón: De gules una espada alterada de plata, encavada de oro y acompañada de seis bezantes del mismo metal, puestos en dos palos. Al timbre, corona real, cerrada.
La descripción textual de la bandera, aprobada en Boletín Oficial de la Comunidad de Madrid n.º 249 de 19 de octubre de 1985, es la siguiente: Bandera dividida diagonalmente, por su mitad, en dos parte, la superior de gules (rojo) y la inferior gualda (amarillo). El asta termina en una pieza metálica con la Corona Real de España. El tamaño de la tela será el correspondiente a un paño cuya longitud sea igual a tres medios de su anchura. El Escudo Municipal irá situado en el centro de la enseña.

## Política y administración
Resultados de las elecciones locales 2007-2019
| Partido     | Concejales | +/- | Locales 2019 | %      | Locales 2015 | %      | Locales 2011 | %      | Locales 2007 | %      |
| ----------- | ---------- | --- | ------------ | ------ | ------------ | ------ | ------------ | ------ | ------------ | ------ |
| PP          | 7          | 2   | 2.362        | 33,45% | 2.727        | 47,57% | 2.688        | 51,60% | 2.345        | 52,05% |
| PSOE        | 4          | 1   | 1.642        | 25,34% | 853          | 14,88% | 944          | 18,12% | 1.103        | 24,48% |
| Podemos-IU  | 2          | 1   | 748          | 11,54% | -            | -      | -            | -      | -            | -      |
| Ciudadanos  | 2          | 1   | 738          | 11,39% | 380          | 6,63%  | -            | -      | -            | -      |
| VOX         | 1          | 1   | 542          | 8,36%  | -            | -      | -            | -      | -            | -      |
| UCIN        | 1          | 1   | 397          | 6,13%  | -            | -      | -            | -      | -            | -      |
| SePuMe      | -          | -   | -            | -      | 621          | 10,83% | -            | -      | -            | -      |
| IUCM        | -          | -   |              |        | 393          | 6,86%  | 685          | 13,15% | 419          | 9,3%   |
| Ganemos     | -          | -   | 297          | 5,18%  | 297          | 5,18%  | -            | -      | -            | -      |
| UPyD        | -          | -   | -            | -      | 157          | 2,74%  | 491          | 9,43%  | -            | -      |
| CxVM / PSIM | -          | -   | 0            | 0%     | 0            | 0%     | 254          | 4,88%  | 290          | 6,44%  |
| Abstención  | -          |     | 3.327        | 33,79% | 3.191        | 35,54% | 2.808        | 34,67% | 2.759        | 37,84% |

Alcaldes
| Periodo   | Nombre                                                | Partido                                           |
| --------- | ----------------------------------------------------- | ------------------------------------------------- |
| 1979-1983 | Antonio Barranco García                               | PSOE                                              |
| 1983-1987 | Antonio Barranco García                               | PSOE                                              |
| 1987-1991 | Antonio Barranco García                               | PSOE                                              |
| 1991-1995 | Francisco Soto Calvo - Antonio Barranco García        | Unión Popular Independiente de Meco (UPIM) - PSOE |
| 1995-1999 | Antonio Barranco García                               | PSOE                                              |
| 1999-2003 | Antonio Llorente Tabernera - Santiago Barranco Cantón | Unidad de Meco - PSOE                             |
| 2003-2007 | Pedro Luis Sanz Carlavilla                            | PP                                                |
| 2007-2011 | Pedro Luis Sanz Carlavilla                            | PP                                                |
| 2011-2015 | Pedro Luis Sanz Carlavilla                            | PP                                                |
| 2015-2019 | Pedro Luis Sanz Carlavilla                            | PP                                                |
| 2019-2023 | Pedro Luis Sanz Carlavilla                            | PP                                                |

En 1991 el PSOE perdió la mayoría absoluta e IU y PP invistieron a Francisco Soto, antiguo concejal socialista ahora independiente. No acabaría la legislatura, Antonio Barranco recuperaría la alcaldía y la revalidaría en las elecciones de 1995. En 2001 falleció el alcalde Antonio Llorente Tabernera y fue sustituido por Santiago Barranco Cantón, entonces del PSOE, luego del PSIM y en las elecciones de 2011, de CxVM. Desde 2003 es alcalde Pedro Luis Sanz Carlavilla, del PP y hasta 2003 de la Agrupación Independiente Unidad de Meco (UM). En 2019, Carlavilla sale elegido tras llegar a un acuerdo con el partido Ciudadanos.

## Educación
En Meco había, en 2015, nueve centros educativos; los siguientes:
Dos Escuelas de Educación Infantil, la Platero y Cascabel; tres Escuelas infantiles privadas; dos colegios públicos de educación infantil y primaria, los colegios Gloria Fuertes y San Sebastián; un instituto de educación secundaria (IES Gaspar Sanz); y un' colegio privado-concertado, el Chesterton, que cubre desde Infantil a Secundaria y Bachiller.

## Patrimonio
Meco posee un casco antiguo medianamente conservado y restaurado, con buenos ejemplos de antiguas casonas alineadas a lo largo de su calle Mayor, algunas con sus escudos de armas, y nuevas construcciones que respetan el entorno urbano costumbrista salvo excepciones. Como tantos pueblos de la región castellano-alcarreña, tiene dos ermitas, la del Cristo del Socorro, de finales del siglo XVI, y la de la Virgen de la Cabeza, del siglo XVII, de estilos mudéjar y barroco. Destaca sobre todo la grandiosa parroquia de Nuestra Señora de la Asunción, situada en la plaza de la Constitución (la del antiguo ayuntamiento) y declarada Bien de Interés Cultural (BIC) desde 1982, que se divisa desde lejos, a bastantes kilómetros de distancia. También es apreciable el columnario barroco, un vía crucis, de las proximidades del cementerio.

## La bula
No le valdrá la bula de Meco Es una locución verbal coloquial usada como amenaza que significa: No haber remedio para él.
Historia de la bula: Fue otorgada en recompensa por los servicios prestados al papa Inocencio VIII (pontificado de 1484 a 1492) y a la Corte romana por Íñigo López de Mendoza y Quiñones (1440-1515), segundo conde de Tendilla y señor de Meco. El propio conde solicitó al papa la bula, que eximía a Meco del deber de abstinencia de la carne en cuaresma. A Meco en el siglo XV no podía llegar pescado fresco dada su posición geográfica, tan alejada del mar (el pescado sustituía a la carne en cuaresma). En documento pontificio autorizado por la firma del papa, en tinta roja, el Papa otorgaba una serie de favores para los habitantes de Meco y varios pueblos vecinos.
La expresión no valer ni la bula de Meco adquirió carácter proverbial para subrayar la situación de quien, en un apuro extremo, no encuentra salida ni protección posibles.

## Rutas
Dentro del término municipal de Meco se han diseñado tres rutas para realizarlas caminando, corriendo o en bicicleta:
- Anillo saludable. Camino de 7 km de longitud que circunvala el casco urbano.
- Senda ciclable. Recorrido desde la avenida del Acueducto (a la altura de la calle Aristón) hasta la Estación del tren, con 4 km de longitud de ida.
- Ruta de la Galiana. Recorre la Cañada Real Galiana a su paso por Meco. La ruta discurre entre las estepas cerealistas que rodean el pueblo, bordea uno de los olivares de la zona y desciende al barranco de los Esparragales.[44][45]